# 실어증
실어증(aphasia, 失語症) 또는 언어상실증(言語喪失症)은 뇌의 특정 영역이 손상된 후 언어에 대한 이해나 표현이 안 되는 장애를 보이는 증세를 말한다.
언어를 담당하는 근육의 문제 또는 귀의 외상은 없으나 언어중추 상에 문제 또는 뇌의 손상으로 인해 일어난 언어장애로, 언어가 완성되는 5~6세 이후 발생하는 후천적 장애이다. 블라디미르 레닌은 사망하기 1년 전(1923년)에 이 병이 발병하였다. 이로 인해 언어를 이해하거나 관념을 언어로 표현하는 능력이 상실된 상태를 말한다. 장애의 유형에 따라 운동성 실어증, 감각성 실어증, 건만성 실어증, 기타 등으로 분류된다.

## 증상
실어증에 걸리면 표현이 단순해지고, 의미없는 말을 하며, 임의로 말을 만들고, 의사의 표현에 어려움을 보인다. 또한 말을 이해하지 못하고 글을 이해하지 못하는 경우가 많다. 이해뿐만 아니라 자신이 표현한 글도 의미가 맞지 않고 철자법이 틀리게 된다. 이러한 증상들에 따라 실어증을 브로카 실어증(Broca's aphasia), 베르니케 실어증(Wernicke's aphasia), 전실어증(global aphasia) 등으로 나눈다.
브로카 실어증은 운동성 실어증이라고도 하는데, 문장을 생략하고 문법에 맞지 않는 문장으로 의사소통을 하며, 간단하게 표현하는 증상을 보이는 경우를 의미한다. 상대방의 말을 이해하지만 단어 표현이 어렵다. 브로카 영역의 손상에 동반된다. 베르니케 실어증은 감각성 실어증이라고도 하며, 문법에 맞게 단어를 나열하여 문장을 만들기 때문에 뇌에 전혀 문제가 없어 보이지만 언어를 이해하는 데에 있어 어려움이 있고 의미없는 단어를 연결해 표현하는 증상을 보인다. 행동 상에는 어려움이 없는 경우이다. 전실어증은 뇌손상부위가 매우 커서 언어에 대한 이해와 표현 모두에 어려움을 보인다. 베르니케 영역의 손상에 동반된다. 실어증 중에서도 치료가 가장 어려운 경우이다.

## 원인
좌뇌의 언어를 관장하는 부위에 문제가 있어 발생하기 때문에, 뇌부상이나 뇌손상이 오는 병이 원인이다. 뇌혈관장애로 일어나는 중풍이 제일 큰 원인이며 그 외에 뇌종양, 감염도 원인이 될 수 있다. 그 외에도 교통사고 등에 의한 두부외상과 치매, 비타민 결핍, 심리적 충격이나 정신질환 등 다양한 원인이 실어증을 유발할 수 있다.

## 진단

### 문진
언어 기능은 스스로 말해보기, 알아듣기, 쓰기, 읽기, 따라 말하기, 이름 대기 이렇게 6개로 나뉜다. 기본적으로 6개의 언어기능을 체크하며 언어기능의 이상 유무를 조사해 볼 수 있다.
1. 스스로 말해보기: 환자에게 질문을 던져서 자발적 언어표현을 유발해 그 정도를 판단한다. '아침식사 시에 반찬이 무엇인지' 혹은 '병원에 어떻게 왔는지' 등을 물어볼 수 있다.
2. 알아듣기: 간단한 질문에 정확하게 반응하는지를 물어 본다. '입을 벌려보세요.' 혹은 '주먹을 쥐어 보세요.' 등의 질문이 가능하다.
3. 쓰기: 단어 혹은 문장을 불러주고 직접 써보라고 시켜 본다.
4. 읽기: 신문이나 책을 보여주고 읽어보라고 시켜 볼 수 있다.
5. 따라 말하기: 한 음절이나 여러 음절의 단어 또는 문장을 불러주고 따라하게 한다.
6. 이름대기: 실물이나 사물의 그림을 보여주고 이름이 무엇인지를 물어본다.

### 영상학적 검사
실어증의 다양한 원인 감별을 위해서 필수적으로 필요한 검사가 뇌 CT 혹은 MRI 검사이다. 뇌졸중이나 뇌종양의 유무를 비롯한 뇌의 구조적인 이상 유무를 확인할 수 있다. 뇌의 기능적인 이상 유무를 판단하기 위해서는 뇌의 양전자 방출 단층촬영 (PET) 검사가 도움이 된다. 이는 뇌의 대사량을 측정하여 특정 뇌 부위의 기능이 감소되어 있는지 알아보고자 할 때 유용한 검사이다.

### 인지기능 검사
실어증의 양상 및 동반된 인지기능의 상태를 평가하기 위해 시행한다. 실어증의 유무, 종류, 그리고 뇌의 해당부위의 이상 유무를 판단할 수 있으며, 실어증이 치매의 일환으로 발생하였을 경우 치매의 종류 및 양상 등을 파악할 수 있다.

### 혈액 검사
실어증을 유발하거나 혹은 실어증과 유사한 임상양상을 보이는 질환 등을 감별하기 위해 시행하기도 한다.

### 기타 검사
뇌척수액 검사 등을 통해 뇌염의 유무를 진단할 수 있으며, 그 외 뇌파검사도 도움이 될 수 있다.

## 치료
TIA(Transient Ischemic Attack - 일과성 뇌허혈 발작)라고 하여 일시적으로 언어장애가 일어났지만 치료 없이 몇시간이나 며칠내에 정상으로 돌아오는 경우를 말하는데 막혔던 뇌혈관이 뚫리면서 산소와 영양분 공급이 재개되기 때문에 특별한 치료가 필요없다. 하지만 뇌손상이 있었을 경우에는 반드시 치료를 받아야하며, 상당기간이 소요된다. 이런 경우 완치가 힘들지만 조기에 발견하고 시작하는 것이 가장 효과적이다. 치료는 현재 환자의 주변 환경에서 효율적인 의사소통을 할 수 있도록 하는 것이 제일 중요하다. 심각한 정도의 증상에서는 발성치료부터 시작하고, 단어나열이 가능한 정도의 증상에는 문장을 만들어 내는 연습치료부터 시작한다. 표현능력은 가능하지만 이해능력이 떨어지는 정도의 증상에서는 이해증진을 위한 치료를 하여 증상이 나아지도록 해야한다. 또한 일상생활에서 실어증 환자 자신과 가족, 친구들의 의사소통을 위한 숙지가 필요하다.

## 같이 보기
- 브로카영역
- 베르니케영역